# Belagerung von Burg Belvoir
Montgisard – Jakobsfurt – Karak (I) – Cresson – Karak (II) – Hattin – Jerusalem – Tyrus – Belvoir
Die Belagerung von Burg Belvoir fand im Rahmen der Eroberung der Kreuzfahrerstaaten durch die Ayyubiden unter Sultan Saladin vom Dezember 1187 bis Januar 1189 statt. Die vom Johanniterorden gehaltene Burg Belvoir hielt mehr als ein Jahr der Belagerung stand und wurde schließlich gegen freies Geleit an Saladin übergeben.

## Vorgeschichte
Die in Unter-Galiläa etwa 20 km südlich des Sees Genezareth auf einer Anhöhe oberhalb des Jordantals an der Kreuzung zweier wichtiger Straßen gelegene Burg Belvoir befand sich seit 1168 im Besitz des Ritterordens der Johanniter, der diese zu einer der mächtigsten Burgen des Heiligen Landes mit zwei konzentrischen Mauerringen und tiefem Graben um- und ausbaute.
Nachdem Saladin die Streitkräfte der Kreuzfahrerstaaten im Juli 1187 in der Schlacht bei Hattin vernichtend geschlagen hatte, eroberte er einen Großteil der nun kaum verteidigten Festungen und Städte der Kreuzfahrer und nahm im Oktober 1187 Jerusalem ein. Auch der Johanniterorden hatte in der Schlacht von Hattin erhebliche Verluste erlittenen und schien den Ayyubiden keinen Widerstand zu leisten – die Ordensburg Bethigbelin ergab sich zu den gleichen Bedingungen wie Jerusalem – es gelang dem Orden jedoch bald, sich zu stabilisieren. Der neue Großmeister der Johanniter, Hermangard d’Asp, entkam nach Tyrus, wo Konrad von Montferrat Ende Juli 1187 das Kommando über die Truppen der Kreuzfahrer übernommen hatte. Ebenso sammelten sich einige überlebende Johanniter, die entschlossen waren, den Ayyubiden zu widerstehen, in der Burg Belvoir. Von dort bedrohten sie die Kommunikationswege Saladins.

## Die Belagerung
Während Saladin selbst mit der Belagerung von Tyrus beschäftigt war, entsandte er eine Truppe unter dem Heerführer Saif ad-Dīn Mahmūd zur Burg Belvoir. Während dieser zunächst die etwa 10 km westlich von Belvoir gelegene kleine Johanniterburg Le Forbelet besetzte, gelang es der Garnison von Burg Belvoir, zwei ayyubidische Karawanen zu überfallen, von denen eine mit Kriegsbeute Saladins beladen war. Im Dezember 1187 erreichte Saif ad-Dīn Mahmūd Burg Belvoir und begann die Belagerung. Die Befestigungsanlagen der Burg waren in gutem Zustand und die Garnison gut verproviantiert, kriegserfahren, zäh und ausreichend groß, sodass sich die Belagerer darauf beschränkten, einen Ring regelmäßig abgelöster Wachposten um die Burg aufzustellen und außerhalb der Schussweite der Verteidiger auf den Mauern blieben. In der Silvesternacht 1187, einer stürmischen Nacht, gelang es den Belagerten, die Burg unbemerkt durch die Ausfalltore zu verlassen und die Wachposten der Belagerer zu überraschen und niederzumachen, das ayyubidische Lager zu plündern und mit erbeuteten Waffen und Vorräten in die Burg zurückzukehren.
Die Nachricht von dieser Niederlage veranlasste Saladin am Folgetag die Belagerung von Tyrus erfolglos abzubrechen und seinen Heerführer Qaimāz mit 500 Reitern nach Belvoir zu entsenden. Er löste den größten Teil seines übrigen Heeres auf und schloss sich selbst Anfang März 1188 der Belagerung an, in der Überzeugung, dass die Burg leicht eingenommen werden würde. Er musste jedoch einsehen, dass er über zu wenige Männer verfügte und eine lange Belagerung erforderlich sein würde. Saladin zog sich im Mai zurück und ließ Qaimāz mit 500 Reitern zur Blockade der Burg zurück. Offenbar war die Blockade unter Qaimāz erfolgreicher als unter Saif ad-Dīn Mahmūd, jedenfalls enthielt ein im November 1188 verfasster Brief der Ordenführung der Johanniter das Detail, dass man von Burg Belvoir nichts gehört habe.
Ab November 1188 schloss sich Saladin der Belagerung der Templerburg Safed unter seinem Bruder Saphadin an. Aus Furcht, dass der mögliche Fall von Safed auch den baldigen Fall von Belvoir bewirken würde, wurde in Tyrus ein Entsatzheer unter Führung der Johanniter aufgestellt, das jedoch noch auf dem Weg nach Safed von den Ayyubiden aufgerieben wurde. Safed kapitulierte sodann am 6. Dezember gegen freien Abzug der Garnison nach Tyrus und Saladin zog daraufhin mit einem großen Heer und umfangreichem Belagerungsgerät nach Belvoir.
Die Beschaffenheit des Terrains um Burg Belvoir machte es notwendig, dass die Belagerer ihr Lager relativ nah unterhalb der Burgmauer errichten mussten und sich so ständig innerhalb der Reichweite der Pfeile und Armbrustbolzen der Verteidiger befanden. Zudem behinderten starke Regenfälle die Angreifer. Saladin ließ deshalb provisorische Mauern errichten, die die Zelte der Belagerer gegen Beschuss der Verteidiger schützen sollten, und ließ die Burgmauern pausenlos beschießen. Zudem ließ er die Unterminierung der Burgmauern beginnen. Er forderte die Garnison zur Kapitulation auf und drohte ihnen aber mit Vernichtung, wenn sie sich weiterhin widersetzten. Laut dem Chronisten Imād ad-Dīn Iṣfahānī lehnten die Verteidiger mit folgenden Worten ab: „Wäre auch nur einer von uns übrig, würde das Haus der Johanniter noch bewacht.“
Schließlich gelang es den Angreifern durch Unterminierung, einen Teil der äußeren Ringmauer zum Einsturz zu bringen und die Verteidiger unter verlustreichen Kämpfen in den inneren Mauerring zurückzudrängen. Die Verteidiger nahmen daraufhin Verhandlungen über ihre Kapitulation auf und übergaben die Burg Belvoir am 5. Januar 1189, achtzehn Monate nach der Niederlage von Hattin, gegen freien Abzug nach Tyrus an Saladin.

## Bedeutung und Folgen
Mit der Einnahme von Burg Belvoir schloss Saladin seinen Feldzug zur Eroberung der Kreuzfahrerstaaten erfolgreich ab. Mit Ausnahme der Burg Belfort, die erst am 22. April 1190 kapitulierte, und der Stadt Tyrus, die im Besitz der Kreuzfahrer blieb, hatte er alle Burgen und Städte des Königreichs Jerusalem eingenommen. Die Grafschaft Tripolis wurde auf die Stadt Tripolis, einen Turm in Tartus, zwei kleine Templerburgen sowie die große Johanniterburg Krak des Chevaliers reduziert und vom Fürstentum Antiochia verblieben nur die Stadt Antiochia sowie die Johanniterburg Margat. Andererseits hemmte der sture Abwehrkampf der Johanniter den schnellen Erfolg Saladins und trug zweifellos dazu bei, dass sich insbesondere Tyrus halten konnte und die Vernichtung des Königreichs Jerusalem abgewendet wurde.
Mit der Belagerung von Akkon ab August 1189 und dem Dritten Kreuzzug begann der Versuch der Rückeroberung der verlorenen Gebiete durch die Kreuzfahrer.